# Неа-Иония (Аттика)
Не́а-Иони́я (греч. Νέα Ιωνία «Новая Иония») — город в Греции, северный пригород Афин. Расположен на высоте 130 метров над уровнем моря, на Афинской равнине, у подножия хребта Турковуния, в 7 километрах к северо-востоку от центра Афин. Граничит на севере с Ираклионом, на юге — с Галационом, на западе — с Неа-Филаделфией и Неа-Халкидоном, на востоке — с Амарусионом. Административный центр одноимённой общины в периферийной единице Северные Афины в периферии Аттика. Население — 67 134 жителя по переписи 2011 года. Площадь — 4,421 квадратного километра. Плотность — 15 185,25 человека на квадратный километр. Димархом на местных выборах 2014 года избран Ираклис Гоцис (Ηρακλής Γκότσης).
В 1923 году после малоазийской катастрофы и греко-турецкого обмена населением в области Подарадес («Ποδαράδες») поселились беженцы из Спарты в Писидии (ныне Ыспарта в Турции). Поселение получило название Неа-Писидия (Νέα Πισιδία). Позже население пополнилось беженцами из Неаполя в Каппадокии (ныне Невшехир), Антальи и Аланьи в Памфилии, из Смирны и её окрестностей: Урлы и Айвалыка, из Сафранболу, Инеболу и Кастамону, Акхисара. Город Неа-Иония создан в 1928 году (ΦΕΚ 59Β). Община создана в 1933 году (ΦΕΚ 109Α). Название город получил от Ионии, так в античной географии называлось западное побережье Малой Азии между Карией на юге и Эолидой на севере. В 1931 году в городе была открыта железнодорожная станция «Неа-Иония» на линии Лаврион — Айи-Анарьири.
Город обслуживается тремя станциями Линии 1 Афинского метрополитена: «Неа-Иония», «Пефкакия» и «Перисос».
В городе находится кафедра Ново-Ионийской и Филадельфийской митрополии. Кафедральная церковь святых Бессребреников (Айи-Анарьири) находится на одноимённой площади. Покровителем города является священномученик Георгий Неаполит. Во время переселения малоазийских греков в Грецию в 1924 году мощи Георгия Неаполита были перевезены в церковь во имя великомученика Евстафия в Неа-Ионии.

## Население
| Год  | Население, человек |
| ---- | ------------------ |
| 1920 | 79                 |
| 1928 | 16 382             |
| 1940 | 27 775             |
| 1951 | 33 821             |
| 1961 | 48 149             |
| 1971 | 54 906             |
| 1981 | 59 202             |
| 1991 | 62 137             |
| 2001 | 69 508             |
| 2011 | ↘ 67 134           |